# Sideroxylon gerrardianum
Sideroxylon gerrardianum là một loài thực vật có hoa trong họ Hồng xiêm. Loài này được (Hook.f.) Aubrév. miêu tả khoa học đầu tiên năm 1963.